# Propofol
Propofol, tên trên thị trường: Diprivan và nhiều tên khác, là một loại thuốc tác dụng nhanh làm giảm mức độ nhận thức và mất trí nhớ cho các sự kiện xảy ra. Ứng dụng của nó bao gồm việc bắt đầu và duy trì gây mê (vô cảm)  nói chung, an thần cho người trưởng thành dùng thở máy và an thần theo thủ thuật. Nó cũng được sử dụng cho động kinh trạng thái nếu các thuốc khác không tỏ ra hiệu quả. Thuốc được tiêm vào tĩnh mạch. Hiệu quả tối đa mất khoảng hai phút để xảy ra và thường kéo dài từ năm đến mười phút.
Các tác dụng phụ thường gặp bao gồm rối loạn nhịp tim, huyết áp thấp, cảm giác bỏng ở vị trí tiêm, và ngừng thở. Các tác dụng phụ nghiêm trọng khác có thể bao gồm co giật, nhiễm trùng với việc sử dụng không đúng cách, gây nghiện, và hội chứng truyền propofol khi sử dụng trong thời gian dài. Nó dường như an toàn khi sử dụng khi thai nghén nhưng chưa được nghiên cứu kỹ trong nhóm này. Tuy nhiên, nó được khuyến cáo không nên dùng khi mổ lấy thai. Propofol không phải là thuốc giảm đau, nên thuốc giảm đau nhóm opioid như morphine có thể được dùng kèm theo. Việc có cần thiết dùng hai loại thuốc kèm nhau là không chắc chắn. Propofol được cho là làm việc ít nhất một phần thông qua một thụ thể GABA.
Propofol được phát hiện ra vào năm 1977 và được chấp thuận sử dụng tại Hoa Kỳ vào năm 1989. Thuốc này nằm trong Danh sách các thuốc thiết yếu của WHO, thuốc hiệu quả và an toàn nhất trong một hệ thống y tế. Nó có sẵn như là một thuốc gốc. Giá bán buôn ở các nước đang phát triển là từ 0,61 đến 8,50 USD/lọ. Nó đã được gọi là sữa gây mê (chơi chữ của sữa magie) vì sản phẩm dùng tiêm tĩnh mạch giống như sữa. Propofol cũng được dùng trong thú y.